# Skoky na lyžích na Zimních olympijských hrách 1968
Skoky na lyžích na Zimních olympijských hrách 1968 v Grenoblu zahrnovaly dvě soutěže ve skocích na lyžích. Byly opět i součástí mistrovství světa v klasickém lyžování a kromě olympijských medailí se tak udělovaly i medaile z mistrovství světa. Místem konání byly Autrans se středním skokanským můstkem jižně od vesnice a Saint-Nizier-du-Moucherotte s velkým skokanským můstkem.
Nejúspěšnějším skokanem této olympiády byl československý skokan Jiří Raška, který získal zlato na středním můstku a stříbro na velkém můstku.

## Přehled medailí
| Pořadí | Země                 | Zlato | Stříbro | Bronz | Celkově |
| ------ | -------------------- | ----- | ------- | ----- | ------- |
| 1.     | Československo (TCH) | 1     | 1       | 0     | 2       |
| 2.     | Sovětský svaz (URS)  | 1     | 0       | 0     | 1       |
| 3.     | Rakousko (AUT)       | 0     | 1       | 1     | 2       |
| 4.     | Norsko (NOR)         | 0     | 0       | 1     | 1       |
| Celkem | Celkem               | 2     | 2       | 2     | 6       |

## Medailisté

### Muži
| Disciplína     | Zlato                                   | Výkon | Stříbro                           | Výkon | Bronz                          | Výkon |
| -------------- | --------------------------------------- | ----- | --------------------------------- | ----- | ------------------------------ | ----- |
| střední můstek | Jiří Raška · Československo (TCH)       | 216,5 | Reinhold Bachler · Rakousko (AUT) | 214,2 | Baldur Preiml · Rakousko (AUT) | 212.6 |
| velký můstek   | Vladimir Bělousov · Sovětský svaz (URS) | 231,3 | Jiří Raška · Československo (TCH) | 229,4 | Lars Grini · Norsko (NOR)      | 214,3 |